# Cypern i olympiska sommarspelen 1992
Cypern deltog i de olympiska sommarspelen 1992 med en trupp bestående av 17 deltagare, men ingen av landets deltagare erövrade någon medalj.

## Brottning
Herrar
- Constantinos Eliadis – Omgång 1

## Bågskytte
Herrarnas individuella
- Simon Simonis – rankningsrunda, 74:e plats (0-0)

## Friidrott
Herrarnas 100 meter
- Yannis Zisimides – Omgång 1: 10,51 s, Kvartsfinal: 10,51 s

Herrarnas 200 meter
- Yannis Zisimides – Omgång 1: 21,51 s

Herrarnas tresteg
- Marios Hadjiandreou
  - Kval — 15,64 m (→ gick inte vidare, 37:e plats)

Herrarnas stavhopp
- Photis Stephani
  - Kval — 5,20 m (→gick inte vidare)

Damernas 10 000 meter
- Andri Avraam
  - Heat — 34:06,66 (→ gick inte vidare)

Damernas kulstötning
- Eleni Evangelidou – Inledande: 34:06,48 min (gick inte vidare)

## Gymnastik
Damernas individuella mångkamp, rytmisk
- Anna Kimonos – 17,512 (38:e plats)
- Helen Hadjisavva – 16,888 (42:a plats)

## Judo
- Christodoulos Katsiniorides
  1. Omgång 1: — Besegrade Erick Bustos från Bolivia (1:07)
  2. Omgång 2: — Förlorade mot A. Wurth från Nederländerna (1:35)

- Elias Ioannou
  1. Omgång 1: — Förlorade mot Nicolas Gill från Kanada

## Segling
Herrarnas 470
- Peter Elton, Nicolas Epiphaniou – 175 poäng (31:a plats)